# Настолье (Хойники)
Настолье (бел. Настолле) — историческая местность Хойник, расположенная в западной части города.

## История

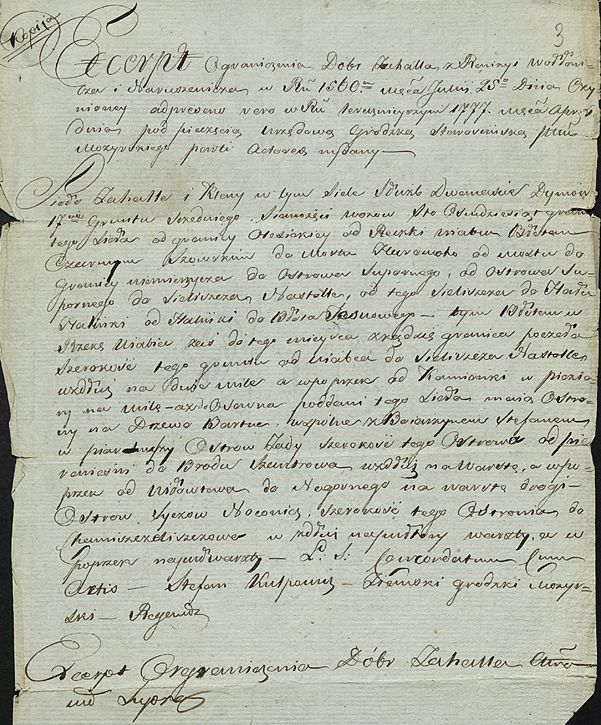
Упоминание о Настолье в ревизии Мозырского староства 1560 г. (Копия фрагмента из Аrchiwum Prozorów і Jelskich)

### Великое Княжество Литовское
В ревизии Мозырского староства 1560 года, исполненной королевскими комиссарами панами Григорием Воловичем и Николаем Нарушевичем, текст которой известен из актовой книги 1777 года, сообщается, что граница сел Загалье и Кливы от речки Ребца доходила до поселения Настолья, а ширина того грунта от Ребца до Настолья вдоль на полтрети мили, поперек до Каменки и до Просичи на милю. 
Накануне подписания акта Люблинской унии Указом короля и великого князя Сигизмунда Августа от 6 июня 1569 года Киевское воеводство было присоединено к Короне Польской. Настолье в составе Мозырского повета осталось в Великом Княжестве Литовском, но стало частью уже Минского воеводства.
Впредь «sieło i dwór Na(s)tole» упомянуты в разграничении Киевской земли Короны и Мозырского уезда ВКЛ в декабре 1621 — январе 1622 года, когда были в держании пана Искоростинского; подтверждены панами комиссарами принадлежащими к Мозырскому повету.
С начала XVIII века Настолье названо негродовым староством, но выступало отдельным владением и раньше. В его составе — одноименные двор и небольшая деревня. Среди евреев местечка Хойники, которые не имели домов и налог платили только с кладовых, в ревизии 1716 года назван Йось Настольский. Не первым в это время известным по имени старостой настольским был Ян Славинский, подчаш добжинский. 27 мая 1720 года король Август II передал староство Бартоломею Моравскому. В 1766 году Павел Колб выплачивал из Настолья 100 злотых и 3 деньги кварты, 15 злотых. гиберн. 8 февраля 1776 года Антоний, сын Бартоломея, Моравский выдал квитанцию Стефану Славинскому, в которой записал, что когда-то его отец, будучи не в состоянии управлять староством, уступил его Стефану, сыну Иоанна Славинского, предыдущего старосты настольского. Согласно записи в метрической книге Юровичского костела от 27 сентября 1783 года, в тот день был крещен Маврикий Матей, сын Станислава и Людвики из Козловских Беловецких, посессоров настольских; кумами выступили Флоренций Аскерко, хорунжич мозырский, и Антонина Стоцкая, жена судьи Мозырского. Еще villa Nastole в той же книге упомянута в октябре 1785 года, когда крещены были Иоанна, дочь брака Беловецких, и Матфей Мавриций, сын Иосифа и Розы из Козловских.
В связи с ожидаемой переписью еврейского населения, в 1784 году 25 человек (głów) из соседних Хойников Овручского уезда Короны, чтобы не платить поголовщину к сокровищу, были спрятаны (и приняты) в Настолье Мозырского уезда ВКЛ.

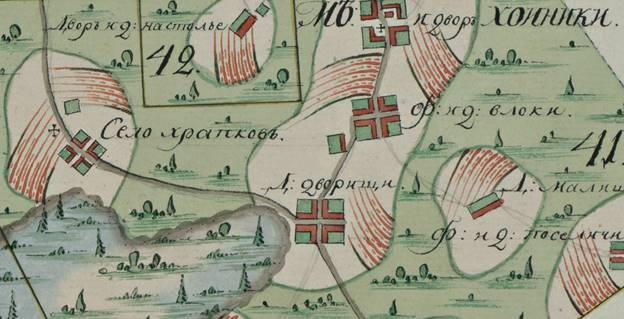
Настолье и Хойники на схематичном плане Речицкого повета 1800 г.

### Российская империя
После второго раздела Речи Посполитой (1793) Настолье — в пределах Черниговского наместничества (губернии), с 1796 года в составе восстановленного Речицкого уезда Малороссийской, а с 29 августа 1797 года Минской губернии Российской империи. Согласно российской ревизии 1795 года, «сельцо»  Настолье имело 6 дворов с 20 душами мужского и 18 женского пола крепостных крестьян, принадлежало пожизненно старосте настольскому Павлу Колбу, ротмистру Пинского уезда, но находилось в посессии у отставного ротмистра Юзефа, сына Франца, Скаковского. В 1811 году фольварк и деревню Настолье с 20 душами мужского пола (вместе — староства) держал, согласно контракту на аренду, Григорий Завитневич, землемер Речицкого уезда.
В «Списках населённых мест Минской губернии по уездам, приходам, еврейским обществам со сведениями об их расположении и народонаселении [Дело]: 1857 г.» засвидетельствовано, что 23 жителя обоих полов из деревни Настолье были прихожанами Хойникской Свято-Покровской церкви, а 14 жителей — прихожанами Остроглядовского костёла Успения Пресвятой Девы Марии. На начало 1870 года в Настолье насчитывалось 9 хозяев из бывших государственных крестьян, приписанных к Небытовскому сельскому обществу, 12 однодворцев, приписанных к Хойникской волости. 
В 1909 году в деревне Настолье 33 двора, 181 житель.

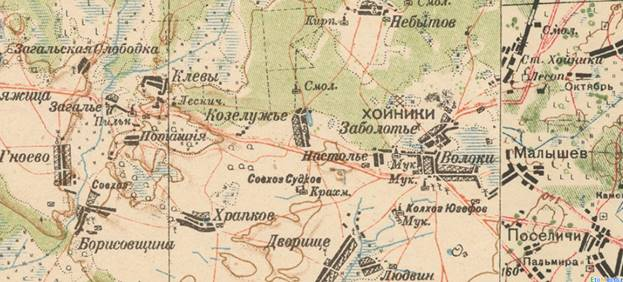
Настолье и Хойники на карте генштаба РККА Беларуси и Литвы. 1935 г.

### Новейшее время
9 февраля 1918 года, еще до подписания Брестского мира с большевистской Россией (3 марта), Германия передала южную часть Беларуси Украинской Народной Республике. В ответ на это, 9 марта Второй уставной грамотой территория провозглашена была частью Белорусской Народной Республики. Настолье и Хойники, однако, оказались в составе временно образованной 15 июня Полесской губернии с центром в Речице, с октября — в Мозыре. С 18 мая здесь действовала «стажа Украинского Государства» гетмана Павла Скоропадского. 
1 января 1919 года, согласно постановлению I съезда КП(б) Беларуси, Хойники вошли в состав Социалистической Советской Республики Беларуси, однако 16 января вошла в состав РСФСР.
Согласно документу «Сведения о количестве учащихся школ Хойникской волости Речицкого уезда», на 8 декабря 1920 и на 15 апреля 1921 года в Настольской школе первой ступени (т. е. начальной) было соответственно 12 и 18 учеников. 
8 декабря 1926 года Настолье с Хойниками возвращены в состав БССР. 
На 1929 год 63 % жителей Настолья составляли католические или «польские» семьи (26). 
В 1989 году, после присоединения деревни к Хойникам, в городе появилась улица Настольская, но автобусная остановка сохранила название Настолье.

## Известные лица
- Иван Станиславович Тишкевич (1919—2001) — правовед, доктор юридических наук, профессор БГУ. Заслуженный юрист БССР (1971)